# Montvale (New Jersey)
Montvale è un comune degli Stati Uniti d'America, situato nello stato del New Jersey, nella contea di Bergen.